# Blacken
Blacken är den näst västligaste av Mälarens fjärdar. Blacken ligger i Södermanland och Västmanland. Fjärden är grund och tar emot vatten från Galten och Eskilstunaån. Medeldjupet ligger på nio meter och siktdjupet på två meter. 
Stora öar i Blacken är Ridön, Gräggen, Skutterön och Jungfrun. På en av öarna, Lilla Blackhäll, finns en stor skarvkoloni. Blackens största djup är 35 meter, vilket finns utanför Torshälla huvud. Fjärden genomkorsas av farleden mot Köpings djuphamn.
Fjärden avgränsas av Ridön i norr, Sörmlandslandet i söder, Kvicksund i väster och Sundbyholm i öster.